# Metapenaeus moyebi
Metapenaeus moyebi är en kräftdjursart som först beskrevs av Kamakiche Kishinouye 1896.  Metapenaeus moyebi ingår i släktet Metapenaeus och familjen Penaeidae. Inga underarter finns listade i Catalogue of Life.